# ヴィニツァの最後のユダヤ人

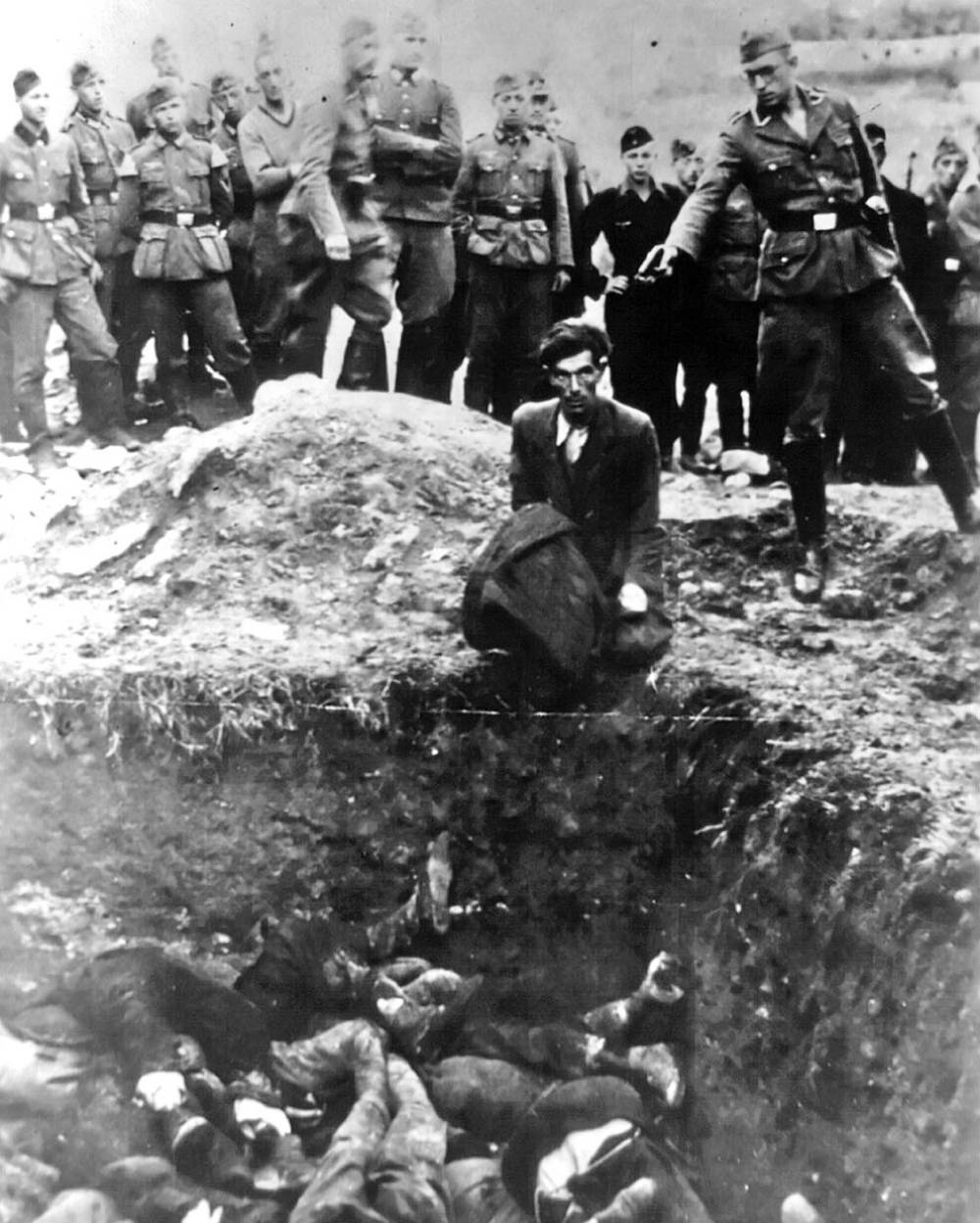
『ヴィニツァの最後のユダヤ人』

ヴィニツァの最後のユダヤ人（ヴィニツァのさいごのユダヤじん、The Last Jew in Vinnitsa）は、第二次世界大戦中のウクライナでナチス・ドイツが行っていたホロコーストの一場面を撮影した写真である。ヴィニツァ近郊でナチス親衛隊の移動虐殺部隊、アインザッツグルッペD隊のメンバーが身元不明のユダヤ人男性を射殺しようとしているシーンが写っている。男性はすでに多数の遺体が投棄されている集団墓地のそばにひざまずいており、後方には親衛隊と国家労働奉仕団の男性のグループが射殺の様子を見ている。

## 来歴

### 撮影
写真は、ナチス・ドイツがヴィニツァ州を占領した1941年半ばから1943年にかけて撮影されたものである。このころ、州内ではユダヤ人の虐殺が幾度も実施された。
ヴィニツァでは1941年9月中旬と1942年4月中旬に大規模な虐殺が行われた。一部の人は労働キャンプに送られたが、その多くは強制労働させられた後に殺害された。町のユダヤ人地区であるイェルサリムカは大部分が破壊された。
ドイツ兵が夏服を着用しているため、写真が冬に撮影された可能性は低いと見られる。

### 公開
写真は、アドルフ・アイヒマンの裁判が始まった1961年、UPI通信社によって配信された。写真を所持していたのは当時シカゴに在住していたポーランド出身のユダヤ人アル・モス(1910年生まれ)で、人々に「アイヒマンの時代に何が起こっていたかを知ってもらいたい」との考えからUPIに提供したという。モスはアメリカ第3軍によってアラッハ強制収容所から解放された人物で、写真は解放から間もない1945年5月に入手していた。UPIの写真は、新聞「フォワード」でページ全面を使って掲載された。
その後の資料には、元の写真の出所について、アインザッツグルッペに所属するメンバーの写真アルバムであった、死んだ兵士のポケットから取り出されたなど、矛盾する説明がなされている場合がある。写真の裏側には Last Jew in Vinnitsa (ヴィニツァの最後のユダヤ人) と書かれており、これが写真の名前として広く用いられている。

## 意義
『ヴィニツァの最後のユダヤ人』は、ホロコースト写真の中でも象徴的な一枚である。他のホロコースト写真と異なる特徴としては、ホロコーストが終わってからではなく、ホロコーストの最中に撮影され、虐殺に加担した人物によって撮影されたと思われること、被写体については犠牲者が多数ではなく一人であること、強制収容所や絶滅収容所ではなく、アインザッツグルッペを含め加害者側の複数の人物が写っていることなどが挙げられる。写真が公開された後、ディ・ヴェルト新聞社だけでも、自身の父や親族が加害者の側に写っていると連絡してきた人物が複数おり、こうした申し出は他のメディアを含めればさらに多いと考えられる。
この写真は、ホロコーストに関する多くの書籍や博物館の展示で、さまざまなトリミングが施された形で複製、公開されている。書籍としては、グイド・クノップとマイケル・バーレンバウム によるものがある。展示としては、1971年から1994年までベルリンの国会議事堂で行われた Fragen an die Deutsche Geschichte (ドイツ史への疑問)で公開されたほか、その後もテロのトポグラフィー、「虐殺されたヨーロッパのユダヤ人のための記念碑」、ポーランドの国家記銘院 、アメリカ合衆国ホロコースト記念博物館、ヤド・ヴァシェムなどで公開された。
1984年には、アグノスティック・フロントのアルバム『Victim in Pain』のジャケットにこの写真が使用され、当時のニューヨークのハードコア・シーンで流行していたナチ・シックのひとつと解釈されがちであった。アグノスティック・フロントのボーカルを担当するロジャー・ミレは、「歴史を繰り返さないためにこれを広めないといけない」と考えたのがジャケットに採用した理由だと、後に述べている。

## 参照
- ホロコーストの写真（英語版）